# Fontanella della Pigna
Fontanella della Pigna är en fontän vid Piazza di San Marco i Rione Pigna i Rom. Fontänen utfördes av Pietro Lombardi och invigdes år 1927. Den förses med vatten från Acqua Marcia.

## Beskrivning
År 1925 beställde Governatorato di Roma nio rione-fontäner av arkitekten och skulptören Pietro Lombardi. Syftet med dessa fontäner var att de skulle avspegla respektive riones särskilda karaktär. Lombardi skulpterade en pinjekotte som bärs upp av två stiliserade tulpaner. Pinjekotten utgör symbol för Rione Pigna och syftar ursprungligen på den gigantiska pinjekotte som stod i Stagnum Agrippae, en bassäng i Agrippas termer. Denna pinjekotte står numera i Cortile della Pigna i Vatikanmuseerna.

## Bilder
| - Fontanella della Pigna med Viktor Emanuel-monumentet i bakgrunden. - Emblem för Rione Pigna. |

### Webbkällor
- ”Terminato il restauro della Fontana della Pigna” (på italienska). Sovrintendenza Capitolina ai Beni Culturali. Arkiverad från originalet den 16 augusti 2021. https://archive.md/RA42V. Läst 16 augusti 2021.
- ”Fontanella rionale di Pigna” (på italienska). info.roma.it. Arkiverad från originalet den 16 augusti 2021. https://archive.ph/9Lw6H. Läst 16 augusti 2021.